# 蛋烘糕

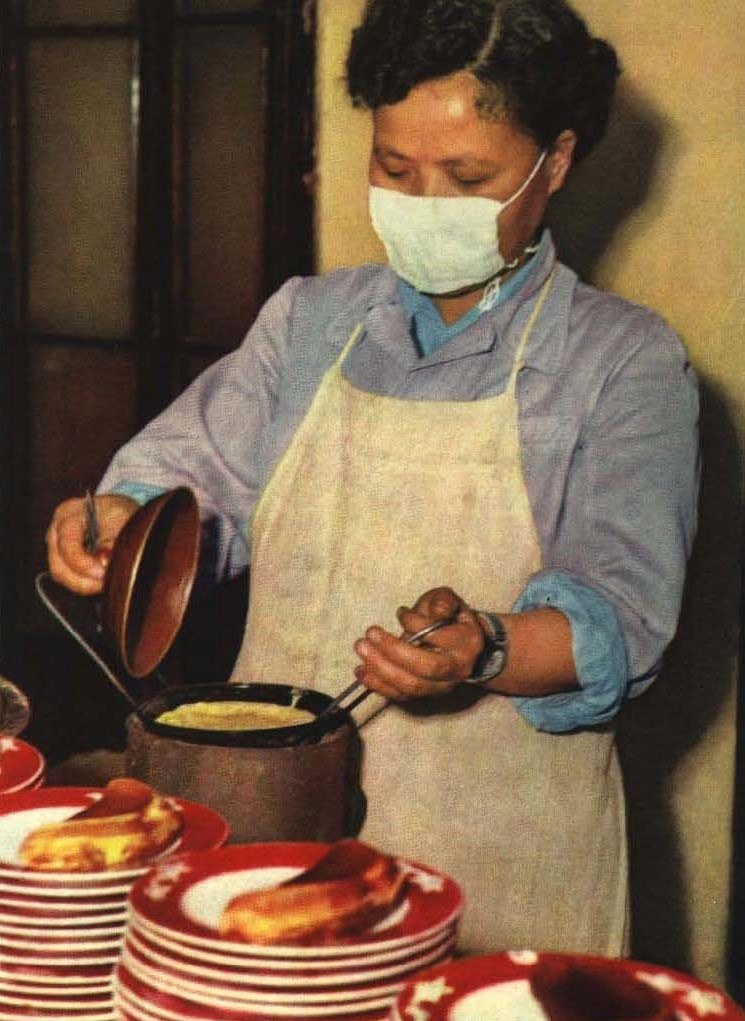
1963年成都蛋烘糕

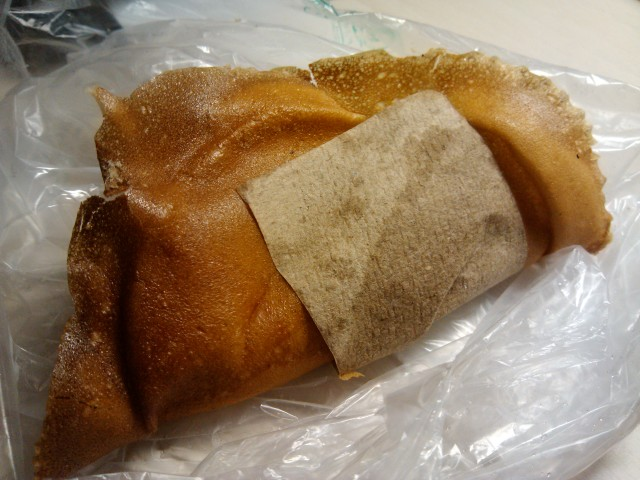
蛋烘糕

蛋烘糕是成都小吃，通常在街头推着小车出售，其做法为在蛋液中加入面粉等原料，使用特制的小锅煎成圆形，并在加入馅料后对折成半圆形。其馅料最初是加入凉拌三丝、烂肉豇豆或芝麻和白糖。后来逐渐改进做法，常见的馅料还有果酱、肉松等。